# Oberea subtenuata
Oberea subtenuata là một loài bọ cánh cứng trong họ Cerambycidae.